# Neil Breen
Neil Breen (Estados Unidos, 23 de noviembre de 1958) es un cineasta independiente, arquitecto y agente inmobiliario estadounidense. Sus películas han cosechado seguidores de culto por su escritura sin sentido, edición única y baja calidad.

## Vida y carrera
Neil Breen creció en la costa este de los Estados Unidos y desarrolló un interés por el cine a una edad temprana. Estudió arquitectura e inicialmente se convirtió en arquitecto con licencia en California. Según Breen, también trabajó como agente de bienes raíces antes de autofinanciar sus propias películas. Obtuvo un pequeño séquito de seguidores después de lanzar su primera película, Double Down, en 2005. En los años siguientes, continuó trabajando como arquitecto para financiar su próxima película, I Am Here....Now, de 2007, que se convirtió en su primer largometraje y atrajo "mucha atención". Desde entonces, ha establecido una reputación como cineasta aficionado de culto.

### Películas
Breen escribe y protagoniza cada una de sus propias películas. Los personajes que retrata poseen habilidades avanzadas y a menudo sobrehumanas y las usan en luchas grandiosas contra fuerzas e instituciones corruptas. Fateful Findings presenta a Breen como un hacker que adquirió poderes sobrenaturales por una piedra mágica que encontró cuando era niño, y que usa sus habilidades para exponer la corrupción gubernamental y corporativa, mientras que en Double Down interpreta a un súper agente del gobierno. En otras películas, su protagonista es una figura divina, mesiánica o "elegida" de algún modo místico; Pass Thru, por ejemplo, consiste en Breen interpretando a una entidad mesiánica que llega del futuro para acabar con 300 millones de "personas malas" para iniciar una nueva era de paz. Breen ha dicho que sus películas tienen un "sentido de responsabilidad social" y reflejan el "lado místico o paranormal de la vida".

### Influencia
Su primer largometraje, Double Down, fue incluido en la lista de series en línea Lo mejor de lo peor de RedLetterMedia, a la vez que Fateful Findings fue reseñada por YourMovieSucksDOTorg, otro conocido crítico de cine en YouTube. Desde entonces, las películas de Breen han sido seleccionadas por cines de arte y festivales de cine, incluido el "Butt-Numb-A-Thon" de 2012 y el Festival Internacional de Cine de Seattle de 2013. Su película I Am Here... Now está en el puesto número 21 de la lista de Paste Magazine de las 100 mejores películas de cine B de 2014, y el autor de la lista señaló que pensaba que Breen algún día ganaría un lugar en el "salón de la fama del mal cine" junto a Ed Wood y Tommy Wiseau. La tercera película de Breen, Fateful Findings, fue comparada con The Room, de Tommy Wiseau, por el distribuidor norteamericano de la película, Panorama Entertainment. El quinto largometraje de Breen, Twisted Pair, se estrenó en 2018.

## Filmografía
- Double Down (2005)[11]
- I Am Here....Now (2009)
- Fateful Findings (2012)
- Pass Thru (2016)
- Twisted Pair (2018)
- Cade:The Tortured Crossing (2023)